# Rugby a 15 nel 1969
Il 1969 è da ricordare soprattutto per il tour del Sud Africa in Europa, che si protrarrà anche per l'inizio del 1970.

## Attività internazionale

### Altri test match ufficiali
| Offenbach am Main 1º ottobre 1969 | Germania Ovest | 14 – 13 | Paesi Bassi |  |

| Copenaghen 23 ottobre 1969 | Danimarca | 9 – 9 | Svezia |  |

### Altri test semiufficiali
| Le Creusot 30 novembre 1969 | Francia XV | 33 – 6 | Germania |  |

### Altri test
| 11 febbraio 1969 | Spagna XV | 5 – 9 | C.U.B.A. |  |

| Aulnay-sous-Bois 19 marzo 1969 | Ile de France B | 48 – 3 | Belgio |  |

| Suva 19 giugno 1969 | Figi XV | 11 – 9 | Suva XV |  |

| Port of Spain 16 agosto 1969 | Trinidad e Tobago XV | 19 – 19 | San Martin (Argentina) |  |

| Barbados 21 agosto 1969 | Barbados XV | 3 – 12 | San Martin (Argentina) |  |

| Arbitro: | César De Elizalde |

|                                                                |           |                                                |
| mete: Vera, Irazoqui Pasagna, Fariello trasf. Vera 4 c.p. Vera | Marcatori | mete: Orr, Bonner trasf. Bacot 2 c.p.: Bacot 3 |

| Rosario luglio 1969 | Rosario | 11 – 11 | Cile XV |  |

| Santiago del Cile 7 settembre 1969 | Cile XV | 6 – 9 | Asociación Alumni |  |

| Santiago del Cile 10 settembre 1969 | Cile XV | 6 – 12 | Asociación Alumni |  |

| Santiago del Cile 13 settembre 1969 | Cile XV | 17 – 26 | Asociación Alumni |  |

| Bruxelles 4 ottobre 1969 | Belgio XV | 11 – 9 | Assia |  |

| Bruxelles 11 novembre 1969 | Belgio XV | 8 – 21 | Middlesex |  |

| Amiens 12 novembre 1969 | Fiandre | 22 – 13 | Belgio XV |  |

## I Barbarians
Nel 1969 la squadra ad inviti dei Barbarians oltre a disputare i tradizionali incontri in Inghilterra e Galles, si reca in tour nell'Africa australe.
| Leicester 26 febbraio 1969 | Leicester Tigers | 11 – 19 | Barbarians | (Welford Road) |

| Oxford 2 dicembre 1969 | Università di Oxford | 16 – 18 | Barbarians |  |

| Leicester 27 dicembre 1969 | Leicester Tigers | 0 – 35 | Barbarians | (Welford Road) |

## Campionati nazionali
| Sudafrica            | Currie Cup               | Northern Transvaal      |
| Nuovo Galles del Sud | Shute Shield             | Eastern Suburbs         |
| Argentina            | Camp. di Buenos Aires    | C.U.B.A.                |
|                      | Argentino                | Buenos Aires            |
| Francia              | Campionato 1968-69       | Begles Bordeaux         |
|                      | Challenge Yves du Manoir | Dax                     |
| Inghilterra          | Campionato delle Contee  | Lancashire              |
| Irlanda              | Interprovinciale         | Ulster Rugby            |
| Italia               | Campionato 1968-69       | Fiamme Oro Padova       |
|                      | Coppa                    | Fiamme Oro Padova       |
| Romania              | Campionato               | Dinamo Bucarest         |
| Portogallo           | Coppa                    | Tecnico                 |
| Spagna               | Copa del Rey             | CR Cisneros             |
| Canada               | Interprovinciale         | British Columbia        |
| Brasile              | Campionato               | São Paulo Athletic Club |
| Unione Sovietica     | Campionato               | VVA                     |